# クリスティアン・ヨハンソン
クリスティアン・ヨハンソン（Kristian Johannson、1907年12月25日 - 1984年3月9日）はノルウェー、アーケシュフース県アスケー出身のスキージャンプ選手。

## プロフィール
1929年ノルディックスキー世界選手権で同僚シグムント・ルートに次いで銀メダルを獲得、1934年ノルディックスキー世界選手権では金メダルを獲得した。1935年ノルディックスキー世界選手権でも6位入賞を果たしている。